# Saito Shota (1996)
Shota Saito (sinh ngày 7 tháng 12 năm 1996) là một cầu thủ bóng đá người Nhật Bản.

## Sự nghiệp câu lạc bộ
Shota Saito đã từng chơi cho Urawa Reds và Mito HollyHock.